# Stazione di Cormano-Cusano
La stazione di Cormano-Cusano è una stazione ferroviaria posta sulla linea Milano-Asso, in gestione a Ferrovienord. La stazione accorpa in un unico impianto le precedenti stazioni di Cormano-Brusuglio e Cusano Milanino, distanti 700 metri l'una dall'altra. La stazione è posta a cavallo fra i due comuni, con accessi da Viale Marconi (lato Cusano Milanino) e Via Colombo (lato Cormano).

## Storia
La costruzione della stazione unificata di Cormano-Cusano si inserisce nell'ambito di Brianza Expo, un progetto che ha avuto come scopo la modernizzazione delle infrastrutture di trasporto della zona brianzola, in vista dell'esposizione universale di Milano 2015.
I lavori di costruzione della stazione sono iniziati a marzo 2014, e l'attivazione è avvenuta il 26 aprile 2015.
Con l’attivazione del nuovo sistema tariffario integrato milanese (STIBM) nel 2019, la stazione è divenuta la più lontana raggiungibile con un biglietto ordinario Mi1-Mi3 sulla sua linea.

## Strutture e impianti

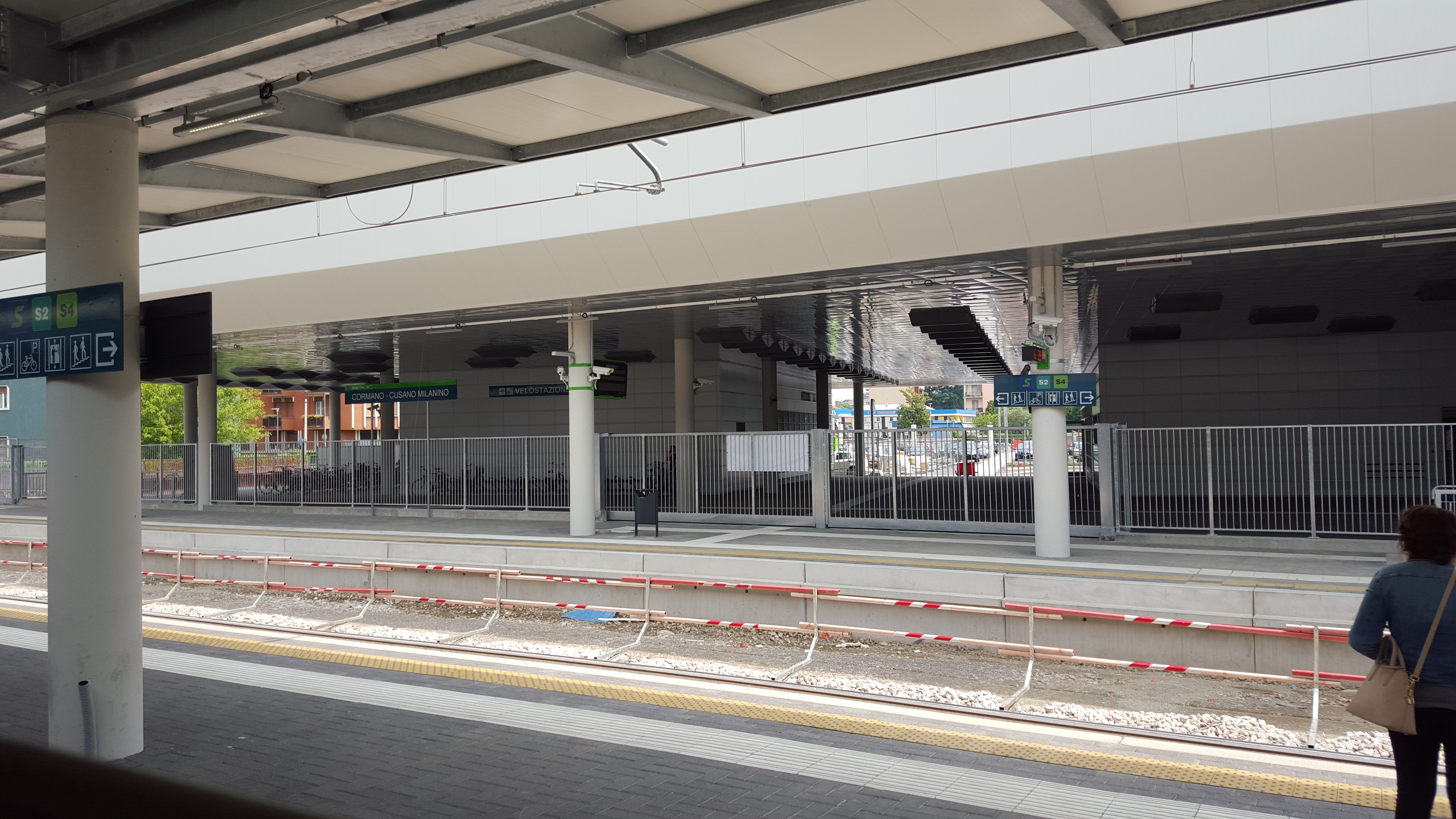

La stazione è dotata di 3 binari lunghi 250 m, due di corsa e uno di precedenza; i due marciapiedi sono dotati di due pensiline lunghe 100 m.
La configurazione a tre binari è già predisposta per il futuro terzo binario che si estenderà dalla stazione di Milano Bovisa a quella di Varedo.
L'apparato di sicurezza della stazione è di tipo ACC che consente il telecomando dal DCO posto nella località di Seveso.
L'impianto è provvisto di parcheggi per auto, sia coperti che scoperti.

## Movimento
La stazione è servita dai treni delle linee suburbane S2 e S4, per una frequenza di 4 treni per ora da e verso la città di Milano. I treni a più lunga percorrenza (regionali da e per Canzo-Asso) saltano invece l'impianto.
Dal 10 giugno 2024, la stazione fu capolinea di 11 coppie di corse feriali della linea S12 (Melegnano - Milano - Cormano-Cusano) del servizio ferroviario suburbano di Milano. Dal 15 dicembre 2024, con l'introduzione dell'orario invernale, tale linea è stata limitata a Milano Bovisa Politecnico.

## Interscambi
Nelle vicinanze della stazione effettuano fermata alcune linee automobilistiche, gestite da ATM.
- Fermata autobus
- Parcheggio di scambio

## Servizi
La stazione dispone di:
- Biglietteria self service
- Bar